# Philodromus durvei
Philodromus durvei este o specie de păianjeni din genul Philodromus, familia Philodromidae, descrisă de Tikader, 1980. Conform Catalogue of Life specia Philodromus durvei nu are subspecii cunoscute.